# Tuve-Säve församling
Tuve-Säve församling är en församling i Göteborgs norra kontrakt i Göteborgs stift. Församlingen ligger i Göteborgs kommun i Västra Götalands län och ingår i Backa pastorat.

## Administrativ historik
Församlingen bildades 2010 då Tuve församling och Rödbo församling och en mindre del av Björlanda församling gick upp i Säve församling. Församlingen utgjorde ett eget pastorat till 2018 då den bildade pastorat med Backa församling.

## Kyrkor
- Säve kyrka
- Rödbo kyrka
- Tuve kyrka
- Kärra kyrka
- Glöstorpskyrkan